# Interkulturelle Musikerziehung
Mit der Interkulturellen Musikerziehung (mit großem „I“) wird in Deutschland seit 1983 die gesamte wissenschaftliche, bildungspolitische und didaktische Diskussion um interkulturelle Bildung durch Musik, um interkulturelle Kommunikation im Musikunterricht, um interkulturelle Kompetenzen durch Musik, um „Musik der Welt“ als Unterrichtsgegenstand, um trans- und multikulturelle musikalische Identitäten sowie die Praxis eines konsequent schülerorientierten Musikunterrichts in einer „Schule der Vielfalt“ bezeichnet.
Im engeren Sinne bezeichnet interkulturelle Musikerziehung (mit kleinem „i“) ein bestimmtes Konzept Interkultureller Musikerziehung, das sich von multikultureller und transkultureller Musikerziehung abgrenzt und einen Schwerpunkt auf Musikunterricht mit Kindern mit Migrationshintergrund legt.
Wird statt von (Interkultureller) „Musikerziehung“ von (Interkultureller) „Musikpädagogik“ gesprochen (zur Unterscheidung Musikpädagogik/Musikerziehung siehe Musikpädagogik), ist die Theorie und der wissenschaftliche Diskurs und weniger die Anleitung zu konkretem praktischen Handeln oder die Unterrichtsmethodik gemeint.
Das Wort „Vermittlung“ (siehe Musikvermittlung) wird oft als Sammelbegriff für schulische und außerschulische pädagogische Arbeitsfelder (Theaterpädagogik, Konzertpädagogik, Museumspädagogik usw.) verwendet, weshalb auch der Begriff „Transkulturelle Musikvermittlung“ Verwendung findet.
Außerhalb des deutschsprachigen Raumes werden Bezeichnungen wie „Multicultural Music Education“ mit gleicher Bedeutung bevorzugt.

## Grundsätze und Ziele
Seit der einschlägigen Publikation von Irmgard Merkt 1983 ist Interkulturelle Musikerziehung grundsätzlich schüler- und handlungsorientiert. Keines der zahlreichen Konzepte, die seit 1983 entwickelt worden sind, hat diesen Grundsatz in Frage gestellt. Die Schülerorientierung bedeutet, dass der Musikunterricht sich primär an den Schülern, in der Regel also eine multikulturelle Klasse, und nicht an einem festen Musik-Begriff oder einer musikalischen Leitkultur orientiert. Das hat zur Folge, dass weniger die „klassische“ abendländische Musik als vielmehr die Musiken der (ganzen) Welt Unterrichtsgegenstände sind. Die Handlungsorientierung bedeutet, dass Ausgangspunkt des Unterrichts die musikpraktische Aneignung, das Singen, Musizieren, Spielen und Tanzen ist.
Die Ziele der Interkulturellen Musikerziehung haben sich im Laufe der deutschen Migrationsgeschichte und der Theoriediskussion seit 1983 weiter entwickelt. Während in den 1980er Jahren die gegenseitige „Verständigung“ innerhalb einer multikulturellen Schulklasse das Hauptziel darstellte, wird inzwischen von der Heranbildung und Stärkung einer transkulturellen musikalischen Identität aller Schüler gesprochen.
Da seit 2015 Migration in Deutschland verstärkt wahrgenommen wird und für viele Menschen auch zum Problem geworden ist, betont die Interkulturellen Musikerziehung das Ziel, alle Kinder und Jugendliche (also nicht nur jene mit einem Migrationshintergrund oder mit Fluchterfahrungen) auch auf musikalischem Wege auf ein selbstbestimmtes und soziales Leben in der multikulturell geprägten Migrationsgesellschaft vorzubereiten.

## Geschichte
Im Zuge der Kritik der „Ausländerpädagogik“ formulierte Irmgard Merkt 1983 das erste Konzept interkultureller Musikerziehung im Hinblick auf Schulklassen, in denen ein gleichberechtigter musikalischer Dialog zwischen den Schülern unterschiedlicher Herkunft stattfindet sollte. Das Konzept richtete sich gegen den traditionellen Musikunterricht, der unter musikalischer Bildung die Übernahme des Wertekanons „klassischer“ abendländischer Musik verstand.
In den 1990er Jahren wurde das Konzept der interkulturellen durch Thesen zu einer transkulturellen Musikerziehung ergänzt und kritisiert. Volker Schütz forderte in Anlehnung an Wolfgang Welsch, dass sich die Interkulturelle Musikerziehung an alle Schüler (mit und ohne Migrationshintergrund) richten und zur individuellen Bereicherung im Sinne einer transkulturellen Persönlichkeit beitragen soll. 2013 wurde die „transkulturelle Musikerziehung“ aus Sicht der „Transcultural Music Studies“ neu formuliert.
Anfang der 2000er-Jahre, als in Deutschland bereits die „Dritte Generation“ (Gastarbeiterenkel) zur Schule ging, formulierte Wolfgang Martin Stroh eine „multikulturelle Musikerziehung“, deren Ziel „die aktive, bewusste, selbstbestimmte und soziale musikalische Tätigkeit in einer multikulturellen Bundesrepublik und der globalisierten Welt von morgen“ war. Bevorzugte Unterrichtsinhalte waren demzufolge die Musikkulturen der in Deutschland lebenden Jugendlichen mit und ohne Migrationshintergrund sowie die Musiken der Welt, wie sie in den Medien präsentiert werden.
2008 wurde der von der interkulturellen Pädagogik propagierte „dynamische Kulturbegriff“ von Dorothee Barth auf die Musikpädagogik übertragen. Ohne mit einem neuen Label versehen zu werden, wandte sich die Interkulturelle Musikerziehung der konstruktivistischen Pädagogik Kersten Reichs zu. Dafür galt die grundlegende Maxime, dass die Schüler sich einen jeweils eigenen Kulturbegriff „konstruieren“ und der Musikunterricht bei solcherart Tätigkeit kontrollierte Rahmenbedingungen setzen sollte. In diesem Kontext wurde der „Schnittstellenansatz“ von Irmgard Merkt zum „erweiterten Schnittstellenansatz“, der sich auf die konstruktivistische Szenische Interpretation beruft, weiter entwickelt. Auf der einschlägigen Internetplattform interkulturelle-musikerziehung.de werden seit 2006 Unterrichtsmaterialien und relevante theoretische Aufsätze angeboten.
Eine detaillierte Darstellung der Geschichte der Interkulturellen Musikerziehung hat Jens Knigge 2013 vorgelegt.
Eine besondere Herausforderung für die Interkulturelle Musikerziehung stellte die Zuwanderung von Flüchtlingen in den Jahren 2015–17 dar. Neben dem Musikunterricht an allgemeinbildenden Schulen war auch die musikbezogene Flüchtlingsarbeit gefragt. Obgleich keine neuen Konzepte entwickelt wurden, stand nun die kulturelle und sprachliche Integration im Vordergrund. 2017/18 entstanden Bücher mit Musik, die in Feldarbeit unter Flüchtlingen gesammelt worden waren (Erche/Jansen 2017; Erche Jansen 2018). 2018 erschienen zwei umfangreiche Dokumentationen zum musikunterstützen Spracherwerb (Kerkmann 2018; Barth 2018).
2015 wurde das Bundesnetzwerk „Schule der Vielfalt“ gestartet, das einen umfassenden Rahmen für Theorie und Praxis der Interkulturelle Musikerziehung zu bilden verspricht. Irmgard Merkt hat 2019 eine entsprechende Konzeption unter dem Titel „Musik – Vielfalt – Integration – Inklusion. Musikdidaktik für die eine Schule“ (Merkt 2019) ausgearbeitet. Die „eine Schule“ ist dabei eine Utopie einer idealen Schule der Vielfalt, in der sich die „Interkulturelle Musikerziehung“ als Spezialfall herausstellen würde.

## Unterrichtspraxis
Die Praxis der Interkulturellen Musikerziehung ist schüler- und handlungsorientiert, beachtet die multikulturelle Situation im Musikunterricht und berücksichtigt die Vielfalt der „Musikwelten“, in denen die Schüler sich heute bewegen oder bewegen könnten, wenn ihnen entsprechende Möglichkeiten geboten würden. Sie verbindet Musikpraxis mit Reflexion und Information. Sie verfolgt bewusstseinsbildende, identitätsfördernde, aber nicht explizit integrative Ziele. Sie benutzt dabei unterschiedliche Modelle und Methoden auch aus Nachbardisziplinen. Sie
- thematisiert die Musik der Welt „kulturerschließend“,[16]
- orientiert sich an Modellen anti-rassistischer und der Friedenserziehung,[17]
- fördert musikalische Toleranz und Diversität[18],
- lässt den Schülern Spielräume für einen selbstbestimmten Umgang mit eigener und fremder Musik[19].

Mit diesen vier Unterrichtsprinzipien begegnet die Interkulturelle Musikerziehung auch der Gefahr, durch unreflektiertes Musizieren Kulturelle Aneignung zu betreiben.